# 泽莱尼科沃市镇

泽莱尼科沃市镇在北马其顿的位置

泽莱尼科沃市镇是北馬其頓共和國的一個市镇，行政中心为泽莱尼科沃村，属于斯科普里统计区。總面積176.95平方公里，2002年人口4,077。
該市镇西臨斯图代尼查尼市镇，東北面是彼得羅韋茨市鎮，南接查什卡市镇，東南面是韋萊斯市鎮。

## 外部連結
- 官方网站 （馬其頓文）